# Monterrey Open 2023
Monterrey Open 2023 (còn được biết đến với Abierto GNP Seguros vì lý do tài trợ) là một giải quần vợt nữ thi đấu trên mặt sân cứng ngoài trời. Đây là lần thứ 15 Giải quần vợt Monterrey Mở rộng được tổ chức và là một phần của WTA 250 trong WTA Tour 2023. Giải đấu diễn ra tại Club Sonoma ở Monterrey, Mexico, từ ngày 27 tháng 2 đến ngày 5 tháng 3 năm 2023.

## Điểm và tiền thưởng

### Phân phối điểm
| Sự kiện | VĐ  | CK  | BK  | TK | Vòng 1/16 | Vòng 1/32 | Q  | Q2 | Q1 |
| Đơn     | 280 | 180 | 110 | 60 | 30        | 1         | 18 | 12 | 1  |
| Đôi     | 280 | 180 | 110 | 60 | 1         | —         | —  | —  | —  |

### Tiền thưởng
| Sự kiện | VĐ      | CK      | BK      | TK     | Vòng 1/16 | Vòng 1/32 | Q2     | Q1     |
| Đơn     | $34,228 | $20,226 | $11,275 | $6,418 | $3,922    | $2,804    | $2,075 | $1,340 |
| Đôi*    | $12,447 | $7,000  | $4,020  | $2,400 | $1,848    | —         | —      | —      |

*mỗi đội

## Nội dung đơn

### Hạt giống
| Quốc gia | Tay vợt                | Xếp hạng1 | Hạt giống |
| -------- | ---------------------- | --------- | --------- |
| FRA      | Caroline Garcia        | 5         | 1         |
| CZE      | Marie Bouzková         | 26        | 2         |
| CRO      | Donna Vekić            | 31        | 3         |
| BEL      | Elise Mertens          | 38        | 4         |
| CHN      | Zhu Lin                | 42        | 5         |
| CZE      | Kateřina Siniaková     | 47        | 6         |
| EGY      | Mayar Sherif           | 53        | 7         |
| ITA      | Elisabetta Cocciaretto | 54        | 8         |

- 1 Bảng xếp hạng vào ngày 20 tháng 2 năm 2023.[2]

### Vận động viên khác
Đặc cách: 
- Marie Bouzková
- Fernanda Contreras Gómez
- Emma Navarro

Miễn đặc biệt:
- Rebecca Peterson

Vượt qua vòng loại:
- Caroline Dolehide
- Despina Papamichail
- Kamilla Rakhimova
- Elena-Gabriela Ruse
- Lesia Tsurenko
- Sachia Vickery

### Rút lui
Trước giải đấu
- Kateryna Baindl → thay thế bởi  Kaja Juvan
- Beatriz Haddad Maia → thay thế bởi  Ysaline Bonaventure
- Rebecca Peterson → thay thế bởi  Marina Bassols Ribera

### Bỏ cuộc
- Camila Osorio (chấn thương cơ khép)
- Lesia Tsurenko (chấn thương khuỷu tay phải)

## Nội dung đôi

### Hạt giống
| Quốc gia | Tay vợt           | Quốc gia | Tay vợt             | Xếp hạng1 | Hạt giống |
| -------- | ----------------- | -------- | ------------------- | --------- | --------- |
| HUN      | Anna Bondár       | ROU      | Elena-Gabriela Ruse | 88        | 1         |
| GBR      | Alicia Barnett    | GBR      | Olivia Nicholls     | 126       | 2         |
| USA      | Kaitlyn Christian | USA      | Sabrina Santamaria  | 132       | 3         |
| CZE      | Anastasia Dețiuc  | JPN      | Eri Hozumi          | 137       | 4         |

- Bảng xếp hạng vào ngày 20 tháng 2 năm 2023.

### Vận động viên khác
Đặc cách:
- Kimberly Birrell /  Fernanda Contreras Gómez
- Marcela Zacarías /  Renata Zarazúa

### Rút lui
Trước giải đấu
- Jesika Malečková /  Renata Voráčová → thay thế bởi  Jesika Malečková /  Despina Papamichail

Trong giải đấu
- Anna Bondár /  Elena-Gabriela Ruse (Ruse – chấn thương đùi trái)

## Nhà vô địch

### Đơn
- Donna Vekić đánh bại  Caroline Garcia, 6–4, 3–6, 7–5

### Đôi
- Yuliana Lizarazo /  María Paulina Pérez đánh bại  Kimberly Birrell /  Fernanda Contreras Gómez, 6–3, 5–7, [10–5]